# Baugy, Oise
Baugy är en kommun i departementet Oise i regionen Hauts-de-France i norra Frankrike. Kommunen ligger i kantonen Ressons-sur-Matz som tillhör arrondissementet Compiègne. År 2022 hade Baugy 284 invånare.

## Befolkningsutveckling
Antalet invånare i kommunen Baugy
| Referens: INSEE |